# Obús remolcado
Un obús remolcado es una pieza de artillería diseñada para moverse como una carga remolcada detrás de un vehículo tractor de artillería. La artillería remolcada son obuses con ruedas, que pueden transportarse por aire para apoyar a la infantería aliada, y son remolcados detrás de vehículos tractores de artillería, semiorugas, o camiones militares. Los obuses remolcados ofrecen una escasa protección a sus tripulaciones, y disparar los pesados proyectiles a una cadencia de tiro rápida requiere un gran esfuerzo por parte de la dotación del obús. Es necesario realizar algún ajuste del arma, para colocarla en posición de disparo. Actualmente estas piezas de artillería están siendo reemplazados por la artillería autopropulsada, no obstante algunos ejércitos aún las utilizan en su arsenal.

## Historia
El obús apareció en la primera mitad del siglo XIX, pero fue durante la Primera Guerra Mundial cuando alcanzó gran importancia como la principal pieza de artillería pesada, al permitir atacar desde arriba las fortificaciones semienterradas que eran casi invulnerables para los cañones de campaña tradicionales. La velocidad de los proyectiles disparados por un obús era, en el pasado inferior a la conseguida por un cañón del mismo calibre en tiro directo. Pero en la actualidad, gracias a los avances en materia de propelentes, agregando cargas de propulsión adicionales, se alcanza una velocidad inicial del proyectil mayor y más alcance. Actualmente la mayoría de las piezas artilleras modernas son cañones obuses, permitiendo actuar tanto en tiro directo como indirecto. En la Segunda Guerra Mundial, el obús remolcado de 105 mm M2A1 fue probablemente el arma de artillería más eficaz del Ejército de los Estados Unidos.

## Obuses remolcados por país

### Alemania
- 10,5 cm leichte Feldhaubitze 16
- 10.5 cm leFH 18
- 21 cm Mörser 10
- 21 cm Mörser 16

### Canadá
- Obús GC-45

### España
- Santa Bárbara Sistemas 155/52

### Estados Unidos
- Cañón Atómico M65
- Obús M101
- Obús M102
- Obús M114 155 mm
- Obús M115
- Obús M119
- Obús M198

### Francia
- Obús de montaña 105/11 modelo 1919 Schneider
- Cañón corto Schneider Modelo 1934 105 mm
- Cañón corto Modelo 1935 B 105 mm
- Obús de 155 mm modelo 1917 Schneider
- Obús de 155 mm Modelo 50
- TRF1

### Israel
- Soltam M-71

### Italia
OTO Melara Modelo 56

### Japón
- Obús Tipo 96 150 mm

### Reino Unido
- Cañón ligero L118
- FH-70
- Obús M777

### Rusia
- Obús 2A65 de 152 mm

### Sudáfrica
- Obús Denel G5

### Unión Soviética
- Obús de 203 mm M1931 (B-4)